# ۱۹۰۸

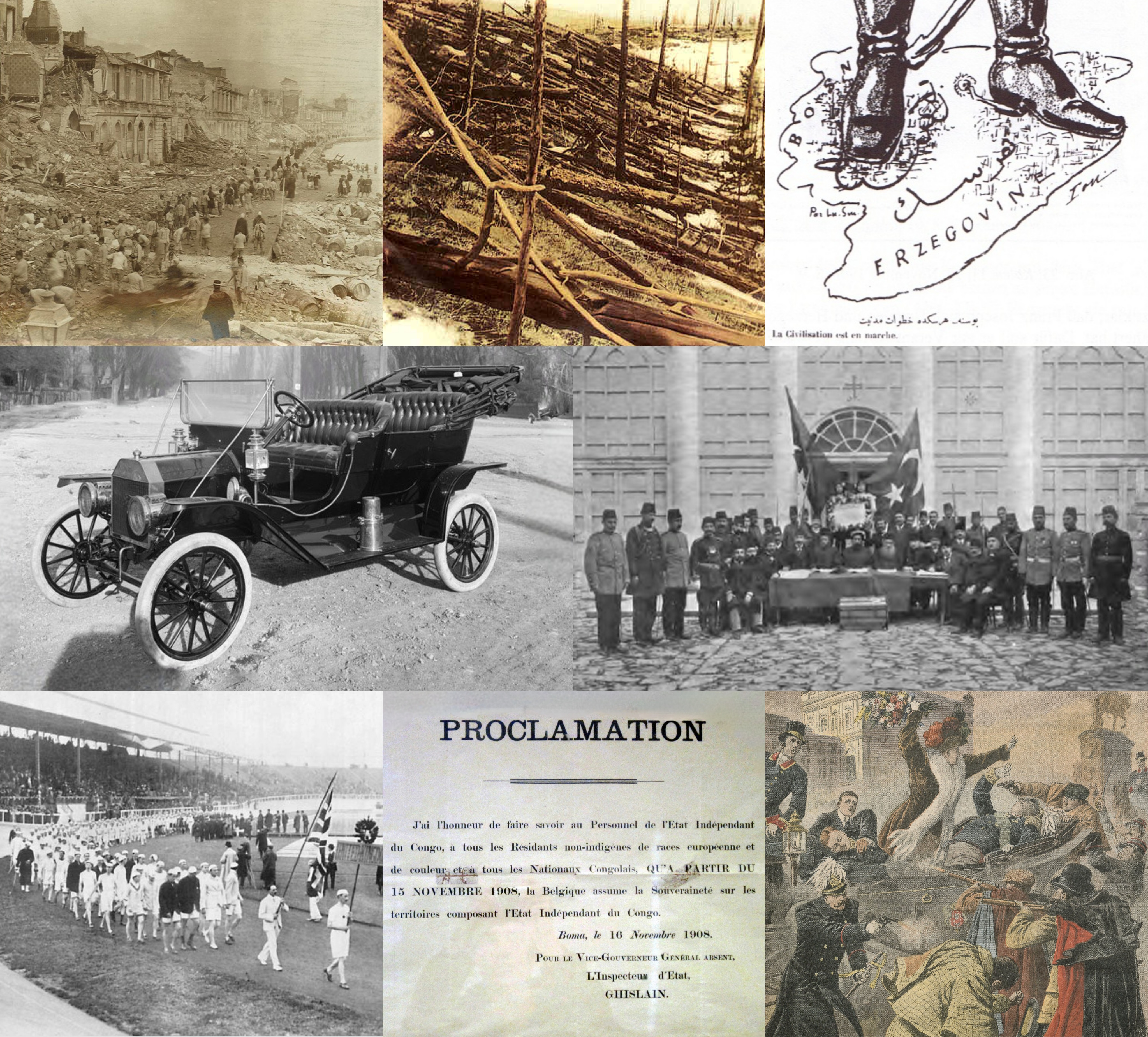

## رویدادها
- اعلام استقلال کامل بلغارستان.
- رویداد تونگوسکا

## زادروزها
- ادوارد مورو، خبرنگار رادیو و تلویزیون آمریکا در طول جنگ جهانی دوم
- کلود لوی-استروس، فیلسوف و مردم‌شناس فرانسوی
- ۱ ژانویه - آرام نالباندیان، فیزیک‌دان اهل ارمنستان-اتحاد شوروی
- ۸ ژانویه – ویلیام هارتنل، بازیگر و کاشف بریتانیایی (د. ۱۹۷۵)
- ۱۶ ژانویه – گونتر پرین، افسر آلمانی (د. ۱۹۴۱)
- ۲۲ ژانویه – لو لانداو، فیزیک‌دان روسی (د. ۱۹۶۸)
- ۵ مارس – رکس هریسون، بازیگر بریتانیایی (د. ۱۹۹۰)
- ۷ مارس – آنا مانیانی، بازیگر ایتالیایی (د. ۱۹۷۳)
- ۲۹ مارس – آرتور اوکانل، بازیگر آمریکایی (د. ۱۹۸۱)
- ۲۵ آوریل – ادوارد مورو، ژورنالیست آمریکایی (د. ۱۹۶۵)
- ۲۹ آوریل – جک ویلیامسون، نویسنده آمریکایی (د. ۲۰۰۶)
- ۲۵ مه – تئودور روتکه، شاعر و نویسنده آمریکایی (د. ۱۹۶۳)
- ۲۸ مه – یان فلمینگ، ژورنالیست و نویسنده بریتانیایی (د. ۱۹۶۴)
- ۳۱ مه – دان آمچی، بازیگر و کارگردان آمریکایی (د. ۱۹۹۳)
- ۲۹ ژوئن – لروی اندرسون، آهنگساز آمریکایی (د. ۱۹۷۵)
- ۱۲ ژوئیه – میلتون برل، بازیگر آمریکایی (د. ۲۰۰۲)
- ۲۲ اوت – آنری کارتیه-برسون، عکاس فرانسوی (د. ۲۰۰۴)
- ۲۸ اوت – روبرت مرل، نویسنده فرانسوی (د. ۲۰۰۴)
- ۴ سپتامبر – ریچارد رایت (نویسنده)، نویسنده و شاعر آمریکایی (د. ۱۹۶۰)
- ۶ اکتبر – کارول لمبارد، بازیگر آمریکایی (د. ۱۹۴۲)
- ۱۶ اکتبر – انور خوجه، سیاست‌مدار اهل آلبانی (د. ۱۹۸۵)
- ۱۴ نوامبر – جوزف مک‌کارتی، افسر، قاضی، وکیل، و سیاست‌مدار آمریکایی
- ۴ دسامبر – آلفرد هرشی، شیمی‌دان آمریکایی
- ۱۷ دسامبر – ویلارد لیبای، شیمی‌دان آمریکایی

## مرگ‌ها
- ۹ ژانویه – ویلهلم بوش، شاعر آلمانی (ز. ۱۸۳۲)
- ۲۳ ژانویه – ادوارد مک‌داول، پیانیست و آهنگساز آمریکایی (ز. ۱۸۶۰)
- ۲۲ آوریل – هنری کمپل-بانرمن، سیاست‌مدار بریتانیایی (ز. ۱۸۳۶)
- ۲۴ ژوئن – استیون گراور کلیولند، سیاست‌مدار و وکیل آمریکایی (ز. ۱۸۳۷)
- ۵ ژوئیه – یوناس لی، نویسنده و شاعر نروژی (ز. ۱۸۳۳)
- ۲۲ ژوئیه – رندال کرمر، سیاست‌مدار بریتانیایی (ز. ۱۸۲۸)
- ۲۵ اوت – آنری بکرل، فیزیک‌دان و مهندس فرانسوی (ز. ۱۸۵۲)
- ۲۹ سپتامبر – ماشادو د آسیس، زبان‌شناس، مترجم، نویسنده، شاعر، و ژورنالیست برزیلی (ز. ۱۸۳۹)

## جوایز نوبل
- جایزه صلح نوبل -
- جایزه نوبل فیزیک - گابریل لیپمن برای روش بازافرینی رنگ در عکاسی بر اساس پدیده تداخل
- جایزه نوبل شیمی - ارنست راترفورد
- جایزه نوبل اقتصاد -
- جایزه نوبل ادبیات - رودولف کریستف یوکن
- جایزه نوبل فیزیولوژی و پزشکی -